# Narsakkalampi
Narsakkalampi är en sjö i kommunen Ruokolax i landskapet Södra Karelen i Finland. Arean är 41 hektar och strandlinjen är 3,68 kilometer lång. Sjön  ingår i Vuoksens huvudavrinningsområde.   Den ligger omkring 51 kilometer nordöst om Villmanstrand och omkring 250 kilometer nordöst om Helsingfors. 